# 霍博肯 (安特卫普)
霍博肯（荷蘭語：Hoboken，荷蘭語發音：[ˈɦoːboːkə(n)]）是比利时安特卫普市的一个区。霍博肯原为一独立市镇，1983年，霍博肯与临近的6个市镇并入安特卫普，成为了安特卫普的一个区。霍博肯与维尔赖克并称“南区”（zuiderdistrict）。